# Grove City (Ohio)
Grove City é uma cidade localizada no estado norte-americano do Ohio, no Condado de Franklin.

## Demografia
Segundo o censo norte-americano de 2000, a sua população era de 27.075 habitantes.
Em 2006, foi estimada uma população de 31.820, um aumento de 4745 (17.5%).

## Geografia
De acordo com o United States Census Bureau tem uma área de 36,1 km², dos quais 36,1 km² cobertos por terra e 0,0 km² cobertos por água.

## Localidades na vizinhança
O diagrama seguinte representa as localidades num raio de 12 km ao redor de Grove City.